# Wolfgang Burr
Wolfgang Burr (* 10. November 1966 in Fürstenfeldbruck) ist ein deutscher Ökonom und Hochschullehrer.

## Leben
Burr absolvierte ein Studium der Volks- und Betriebswirtschaftslehre an den Universitäten Nürnberg und München, das er 1991 als Diplom-Kaufmann abschloss. Anschließend bis 1995 war er Wissenschaftlicher Mitarbeiter am Institut für Organisation der Fakultät für Betriebswirtschaft an der Ludwig-Maximilians-Universität München. 1995 wurde Burr mit der Arbeit Netzwettbewerb in der Telekommunikation. Chancen und Risiken aus Sicht der ökonomischen Theorie bei Arnold Picot zum Dr. oec. publ. promoviert.
Nach seiner Promotion bis zu seiner Habilitation 2001 war Burr Wissenschaftlicher Assistent an den Universitäten München und Hohenheim. Die Habilitation erfolgte für das Fachgebiet Betriebswirtschaftslehre bei Alexander Gerybadze mit der Arbeit Modularisierung, Leistungstiefengestaltung und Systembündelung bei technischen Dienstleistungen. In den Jahren 2001 und 2002 vertrat Burr den Lehrstuhl für Industriebetriebslehre, insbesondere Produktion und Logistik an der TU Bergakademie Freiberg und den Lehrstuhl für Unternehmensführung, insbesondere Organisation und Personalwesen an der Universität Hohenheim.
Im Jahr 2002 nahm Burr den Ruf an den Lehrstuhl für Innovationsökonomie der Staatswissenschaftlichen Fakultät der Universität Erfurt an. 2007 folgte Burr dem Ruf an den Lehrstuhl für Allgemeine Betriebswirtschaftslehre, Innovations- und Dienstleistungsmanagement an die Universität Stuttgart.

## Forschungsschwerpunkte
Burr beschäftigt sich mit Innovationsmanagement und Dienstleistungsinnovation. Des Weiteren forscht er zu Lizenzvergabe und Patentmanagement in privaten Unternehmen. Er ist unter anderem Autor mehrerer Lehrbücher.

## Publikationen (Auswahl)
- mit Tilo Böhmann, Helmut Krcmar, Thomas Herrmann: Implementing International Services. A tailorable method for market assessment, modularization, and process transfer. Berlin 2011: Gabler. ISBN 978-3834915771.
- mit Michael Stephan und Clemens Werkmeister: Unternehmensführung: Strategien der Gestaltung und des Wachstums von Unternehmen. München 1. Aufl. 2005, 2. Aufl. 2011: Vahlen. ISBN 978-3-8006-3829-1.
- mit Michael Stephan: Dienstleistungsmanagement: innovative Wertschöpfungskonzepte im Dienstleistungssektor. Stuttgart 2006: Kohlhammer. ISBN 978-3-17-018807-5.
- Innovationen in Organisationen. Stuttgart 2003: Kohlhammer. ISBN 3-17-018003-7.
- Service-Engineering bei technischen Dienstleistungen: eine ökonomische Analyse der Modularisierung, Leistungstiefengestaltung und Systembündelung. Wiesbaden 2002: Deutscher Universitätsverlag. ISBN 3-8244-7534-0.
- Netzwettbewerb in der Telekommunikation. Chancen und Risiken aus Sicht der ökonomischen Theorie. Wiesbaden 1995: Gabler. ISBN 3-8244-6172-2.